# The Spy (film, 2019)
Pour les articles homonymes, voir Spy.
Ne doit pas être confondu avec The Spy (film, 1911).
Pour plus de détails, voir Fiche technique et Distribution.
The Spy (Spionen, littéralement « L'Espionne ») est un film biographique norvégien réalisé par Jens Jønsson, sorti en 2019. Il s'agit de l'adaptation de la biographie Sonja Wigert: Et dobbeltliv d'Iselin Theien (no) (2010),.

## Synopsis
À Stockholm, en pleine Seconde Guerre mondiale, Sonja Wigert (Ingrid Bolsø Berdal) est une actrice norvégienne. Dans sa loge, elle rencontre Thorsten Akrell (Rolf Lassgård) qui lui demande de travailler avec lui pour le service de renseignements suédois : elle refuse. Dès qu'elle apprend par sa mère au téléphone, son père Sigvald Hansen (Erik Hivju) est emprisonné par les Allemands à Oslo. Elle se rend donc au bar où se cache Thorsten Akrell et devient espionne sous le nom de code de « Bill ». Elle est renvoyée en Norvège occupée pour essayer de s'approcher des officiers supérieurs allemands. Elle parvient relativement rapidement à aborder le commissaire du Troisième Reich Josef Terboven (Alexander Scheer), qui tombe sous son charme et lui fait la cour. Ce dernier la recrute comme espionne pour l'Allemagne. De cette manière, elle peut fournir aux Suédois des renseignements qui permettent de repérer le chef de la Gestapo en Suède et un agent central, respectivement August Finke (Fredrik Lycke) et le baron von Gossler (Johan Widerberg). Sa double vie d’agent secret à la fois pour la Suède et pour l’Allemagne devient de plus en plus difficile…

## Fiche technique
Sauf indication contraire, les informations mentionnées dans cette section peuvent être confirmées par la base de données cinématographiques IMDb,  présente dans la section « Liens externes ».
- Titre original : Spionen[1]
- Titre international, français et québécois : The Spy
- Réalisation : Jens Jønsson
- Scénario : Harald Rosenløw Eeg et Jan Trygve Røyneland, d'après la biographie Sonja Wigert de Iselin Theien (no) (2010)[2],[3]
- musique : Raf Keunen
- Direction artistique : Christian Olander
- Décors : Mikael Varhelyi
- Costumes : Ulrika Sjölin
- Photographie : Anton Mertens
- Montage : Joakim Pietras
- Production : Karin Julsrud, Turid Øversveen et Håkon Øverås[1]

Production déléguée : Håvard Gjerstad
Coproduction : Catho Bach Christensen, Aurora Huseth Bjørnhaug, Fredrik Heinig, Genevieve Lemal et Susanne Tiger
- Sociétés de production : 4 1/2 Film[1] ; Scope Pictures, B-Reel Films, Nordisk Film et Film i Väst (coproductions)
- Sociétés de distribution : Nordisk Film (Norvège) ;  ARP Sélection (France)
- Budget : 5,4 millions d'euros[1]
- Pays d'origine :  Norvège
- Langues originales : norvégien ; allemand, anglais, suédois
- Format : couleur
- Genres : biographie, drame, guerre, histoire, thriller
- Durée : 109 minutes[1]
- Dates de sortie :
  - Norvège : 18 octobre 2019
  - France : 15 octobre 2020 (VOD)

## Distribution
- Ingrid Bolsø Berdal : Sonja Wigert
- Rolf Lassgård : Thorsten Akrell
- Damien Chapelle : Andor Gellért
- Alexander Scheer : Josef Terboven
- Erik Hivju : Sigvald Hansen
- Edvin Endre : Patrik Olsson
- Johan Widerberg : le baron Bernd von Gossler
- Gitte Witt : Vibeke « Vipsen » Falk (en)
- Julius Feldmeier : Wilhelm Müller-Scheld
- Anders T. Andersen : Leif Sinding (en)
- Johannes Kuhnke : Karl Gerhard (en)
- Claes Ljungmark : Carl Petersén
- Fredrik Lycke : August Finke
- Jakob Diehl : Heinrich Fehlis
- Daan Aufenacker : Hans Thomsen
- Albin Grenholm : Torsten Flodén (en)
- Jesper Malm : Henry Gleditsch

## Production

### Tournage
Le tournage a lieu entre Norvège et Belgique en automne 2017.

### Musique
La musique du film est composée par Raf Keunen :
1. You Wear Me Out (2:05)
2. Taking Pictures (2:00)
3. Invasion (1:16)
4. The C Bureau (1:56)
5. Is She Worth the Trouble? (3:46)
6. The Arrest (2:17)
7. The Dinner (2:50)
8. Harassment (1:02)
9. Künstler Abendlied (2:42)
10. What to Do Now (2:01)
11. Codename ‘Bill' (0:45)
12. Love Theme (1:45)
13. Prison Speech (1:42)
14. A Real Spy (0:45)
15. Move to New York (1:24)
16. Apple (1:32)
17. Another Love (0:32)
18. Spying (3:44)
19. War Pictures (1:03)
20. Dear Mom (3:36)
21. A Leak (2:02)
22. I Could Live Like This (2:13)
23. Finding Something (1:54)
24. Busted (0:28)
25. Olsson's Photo (1:44)
26. The Letters (1:28)
27. Patrik (2:01)
28. I Know Who You Are (1:51)
29. Cabin Search (1:47)
30. For Sonja (4:28)
31. You Wear Me Out (2:52)

## Distinctions

### Récompenses
- Festival international du film norvégien de Haugesund 2020[6],[7] :
  - Prix Amanda du meilleur maquillage pour Siw Järbyn
  - Prix Amanda des meilleurs costumes pour Ulrika Sjölin

### Nominations
- Kosmorama 2019 : Meilleure actrice pour Ingrid Bolsø Berdal[8]
- Festival international du film norvégien de Haugesund 2020:  Prix Amanda du meilleur acteur dans un second rôle pour Alexander Scheer[6],[7]